# ゲール語

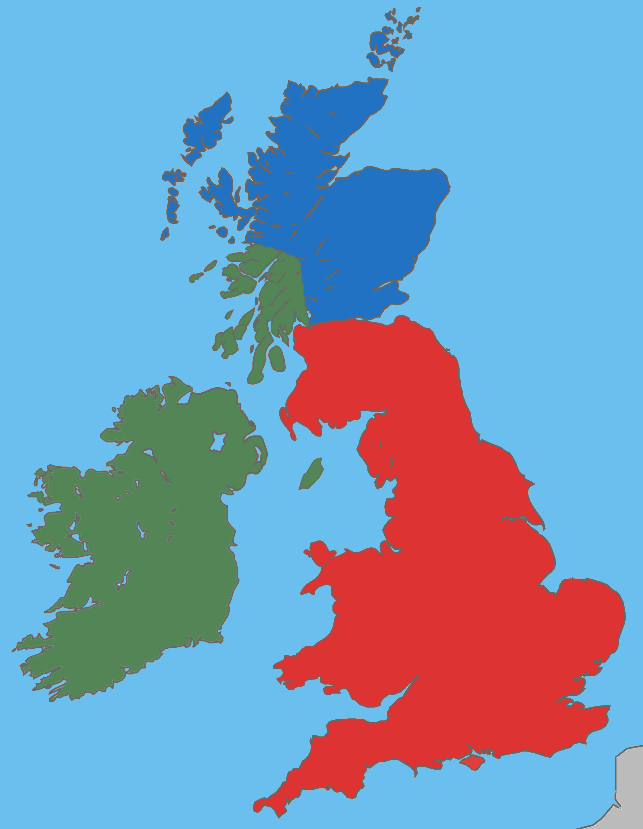
5世紀のブリテン諸島の言語分布。青がピクト語、緑がゲール語、赤がブリソン諸語。

ゲール語（ゲールご、英: Gaelic）は、インド・ヨーロッパ語族ケルト語派に属する言語である。 古くはゴイデル語 (Goidelic) ともいった。古アイルランド語でゲール語の話者（ゲール族、ゴイデル人）を指す Goidel に由来する。アイルランド語では Gaeilge、 スコットランド・ゲール語では Gàidhlig、マン島語では Gaelg という。

## 概要
本来はアイルランドで話されているアイルランド語を指していたが、後に移民のいたスコットランドのゲール語（スコットランド・ゲール語）やマン島のゲール語（マン島語）も含まれるようになった。英語の Gaelic はとくにスコットランド・ゲール語を指す。日本で「ゲール語」として紹介されているものは、ほとんどがアイルランドのゲール語である。
今日では、上記の3地域で話されているゲール語が残っているが、いずれも英語に取って代わられつつある。
ゲール語話者は年々減少しており、スコットランド・ゲール語話者は現在約６万人足らずである。
またその分布はスコットランド北西部の高地地方や島嶼部に主に限られている。

## 各地のゲール語

### アイルランド
アイルランド・ゲール語は、単にアイルランド語とも呼ばれ、アイルランドにおける第一公用語（国語）として指定されてはいるが、この国で日常的にこの言語が使われるのは、ゲールタハトと呼ばれるごく一部のアイルランド語（アイルランド・ゲール語）保護地域だけである。

### スコットランド
スコットランド・ゲール語（アルバ・ゲール語）は、2001年の国勢調査によって、今日、スコットランド全土を通じて、約6万人の話者がいる。しかし、約9万2千人がゲール語を理解できる。その9万2千人の中で、半分ぐらいは、ハイランド地方や西の島に住んでいる。残りは、低地地方の都会や田舎町にまばらに暮らしている。その他にも、カナダ東部のノヴァスコシア半島に1,000人の母語話者がいるとされる。

### マン島
マン島語（マニン・ゲール語）は、グレートブリテン島の西方アイリッシュ海に浮かぶマン島で話されていた言葉で、一旦は廃滅した言語と言えるが、復興の試みが続けられている。

## 言語学的特徴から見たゲール語
ケルト諸語の中でも、ゲール語、アイルランド語、マン語はq-ケルト語 (q-Celtic) に分類され、一方ウェールズ語、コーンウォール語、ブルトン語はp-ケルト語 (p-Celtic) に分類されている。p-ケルト語は印欧祖語の頃語頭が[qu]のような音であったものが[p]に変化したことから由来しており、一方q-ケルト語は[qu]のまま変化せず、後にc-と綴られるようになった。
ゲール語はアイルランド英語とスコットランド英語の基層言語となった。